# جاكوب سيتي
جاكوب ستي (بالإنجليزية: Jacob City)‏ هي مدينة أمريكية تقع في ولاية فلوريدا. تبلغ مساحة هذه المدينة 8.3 (كم²)،ويبلغ عدد سكانها 281 نسمة حسب إحصاء سنة 2010 م 281.تشير إحصاءات سنة 2000م بأن الكثافة السكانية في هذه المدينة تقدر بـ(33.9) نسمة/كم2 